# アンドレア・アントネッリ
アンドレア・アントネッリ (Andrea Antonelli, 1988年1月17日 - 2013年7月21日) は、イタリアのオートバイレーサー。2013年のスーパースポーツ世界選手権、モスクワラウンドで事故死した。

## 経歴
アントネッリはイタリアのカスティリオーネ・デル・ラーゴに生まれる。初のレースはイタリア国内選手権125ccクラスであり、マルコ・メランドリに次ぐ2番目の若さで優勝したライダーとなった。2005年にはスーパーストック600ヨーロッパ選手権にステップアップし、2007年にはマクシム・ベルガーに次ぐランキング2位となる。その後ロリーニ・ホンダチームに加入、FIMスーパーストック1000選手権に参戦し4シーズンを過ごし、2010年にはランキング4位となった。2012年にはチームと共にスーパースポーツ世界選手権にステップアップしたが、アントネッリはシーズン途中にチームを離れバイクサービス・ヤマハチームに加入、ランキング10位でシーズンを終えた。翌シーズンはチーム・ゴーイレブン・カワサキに移籍する。シーズン序盤のモーターランド・アラゴンでは4位に入賞し、それまでの最高成績となった。モスクワ・レースウェイでは予選4位に入った。

## 死
アントネッリは2013年7月21日に行われたモスクワ・レースウェイのレースで事故死した。レースは雨に見舞われ、集中豪雨の中彼はバックストレートで転倒し、後続のロレンツォ・ザネッティと衝突する。頭蓋骨を損傷し、それが原因で現地時間の同日午後2時10分に死亡が確認された。この事故の結果、レースはキャンセルとなった。

## 注
a アントネッリが死亡するまでに記録した7戦のポイントは有効である。

## 参照
1. ↑  “WSS » Andrea Antonelli: 1988-2013”.   Crash.Net (2013年7月21日). 2013年7月22日閲覧。
2. ↑  “Superbikes: Antonelli 'was struck at the base of the skull' - medics”. 'Voice of Russia' (2013年7月21日). 2013年7月22日閲覧。
3. ↑  “スーパースポーツ世界選手権のレースアクシデントでアントネッリが死去” (日本語). MotoGP.com. (2013年7月21日) 2016年3月16日閲覧。
4. ↑  “Tragic accident at Moscow Raceway”.   FIM World Superbike Championship (2013年7月21日). 2013年7月22日閲覧。